# Scaptesyle aroa
Scaptesyle aroa là một loài bướm đêm thuộc phân họ Arctiinae, họ Erebidae.